# Fritz Lobinger
Fritz Lobinger (Passavia, 22 gennaio 1929 – Pretoria, 3 agosto 2025) è stato un vescovo cattolico e missionario tedesco.

## Biografia
Fritz Lobinger nacque a Passavia il 22 gennaio 1929 e crebbe a Nabburg.

### Formazione e ministero sacerdotale
Compì gli studi ecclesisiastici nel seminario di Ratisbona. Inizialmente in resistenza all'allora vescovo di Ratisbona Michael Buchberger, nel 1953 decise insieme ad altri due giovani seminaristi di Ratisbona, Hubert Bucher e Oswald Georg Hirmer, di partire come missionario fidei donum.
Il 29 giugno 1955 fu ordinato presbitero per la diocesi di Ratisbona. Per un anno fu cappellano nella parrocchia di Marktleuthen.
L'anno successivo arrivò ad Aliwal, in Sudafrica. Oswald Georg Hirmer lo seguì nel 1957 e Hubert Bucher nel 1958. Tutti e tre in seguito trascorsero gran parte della loro vita in Sudafrica e tutti e tre divennero vescovi. Lobinger imparò lo xhosa e si impegnò nella vita comunitaria, cosa che gli valse il nome onorario di umGcina (custode).
Lobinger iniziò la sua vasta carriera di scrittore nel 1963, pubblicando con Hirmer Africa's Way to Life, un catechismo basato sulla loro esperienza della cultura africana e progettato per l'istruzione dei candidati adulti al battesimo. I due furono anche i primi missionari in più di un secolo a incoraggiare l'uso degli stili musicali tradizionali Xhosa nella creazione di canti religiosi.
Dal 1970 al 1986 Lobinger prestò servizio presso l'Istituto missiologico "Lumko", l'istituto pastorale della Conferenza dei vescovi cattolici dell'Africa Meridionale fondato per l'attuazione del Concilio Vaticano II in Sudafrica. Inizialmente Lobinger si interessò allo sviluppo di un sistema di "catechisti formatori" per sviluppare una leadership laica, riconoscendo che un catechista svolge un ruolo molto più importante nella comunità locale di quanto suggerisca il suo titolo. Trovò modelli di impegno laico nelle parrocchie anglicane e metodiste. Visitò più volte il Brasile per studiare il lavoro del teorico dell'educazione Paulo Freire. Produsse materiali formativi e condusse sessioni di formazione in tutto il Sudafrica. Al Lumko, Lobinger contribuì in modo significativo allo sviluppo del modello pastorale delle piccole comunità cristiane che utilizza il sistema di condivisione della Bibbia, un metodo di studio delle Sacre Scritture che ha implicazioni per il ministero liturgico, la catechesi, i progetti sociali e l'istituzione della Chiesa locale. Presso l'istituto collaborò con Hirmer e Bucher allo sviluppo di programmi di sensibilizzazione pastorale.
Nel 1986 conseguì il dottorato in teologia presso la Facoltà di teologia cattolica dell'Università di Münster con una dissertazione intitolata Katechisten als Gemeindeleiter, Dauereinrichtung oder Übergangslösung? (Catechisti come leader della Chiesa, istituzioni permanenti o soluzione provvisoria?) sotto la guida di Adolf Exeler.
Il 19 maggio dello stesso anno la Congregazione per l'evangelizzazione dei popoli lo nominò amministratore apostolico sede vacante et ad nutum Sanctae Sedis di Aliwal.

### Ministero episcopale
Il 18 novembre 1987 papa Giovanni Paolo II lo nominò vescovo di Aliwal. Lo stesso giorno la Congregazione per l'evangelizzazione dei popoli gli assegnò anche l'ufficio di amministratore apostolico sede vacante et ad nutum Sanctae Sedis di De Aar. Ricevette l'ordinazione episcopale il 27 febbraio successivo nel cortile delle suore della Santa Croce di Aliwal North dal vescovo Kokstad Wilfrid Fox Napier, co-consacranti il vescovo emerito di De Aar Joseph Anthony De Palma e quello di Aliwal Everardus Antonius M. Baaij.
Il 1º maggio 1992 lasciò la guida della diocesi di De Aar al nuovo vescovo Joseph James Potocnak.
Dal 7 gennaio 1995  al 21 aprile 1997 fu anche amministratore apostolico sede vacante et ad nutum Sanctae Sedis di Umtata.
Come vescovo sostenne la traduzione dei libri liturgici in lingua xhosa e l'inculturazione, le piccole comunità cristiane, la formazione di leader laici in workshop e la promozione delle donne e dei giovani come "agenti di cambiamento". Si impegnò a combattere l'apartheid e la sua ingiustizia razziale e dopo, la segregazione razziale, promosse l'educazione degli elettori. La diocesi gestiva progetti di sviluppo comunitario, come l'alloggio per le famiglie povere e l'assistenza ai malati di AIDS. Avviò il consiglo pastorale diocesano, che includevano anche laici e diede alla Chiesa locale una governance partecipativa.
Il 29 aprile 2004 papa Benedetto XVI accettò la sua rinuncia al governo pastorale della diocesi per raggiunti limiti di età. Gli succedette come amministratore apostolico monsignor Oswald Georg Hirmer che lo incaricò di "continuare a guidare la diocesi in suo nome". Il 24 febbraio 2008, con l'ordinazione episcopale di monsignor Michael Wüstenberg, lasciò definitivamente il governo della diocesi.
In pensione, visse con Hubert Bucher (che tornò in Germania nel 2017) e Oswald Georg Hirmer (che morì nel 2011), in una casa di riposo per sacerdoti a Mariannhill, un sobborgo di Durban, sede dei missionari di Mariannhill.
Nel giugno del 2005 compì la visita ad limina.
La sua ultima residenza fu la Holy Cross Home di Pretoria, una casa di cura gestita da religiose, dove morì alle ore 6:30 del 3 agosto 2025 all'età di 96 anni. Le esequie si tennero il 15 agosto nella cattedrale del Sacro Cuore di Gesù ad Aliwal North e furono presiedute dal cardinale Stephen Brislin, arcivescovo metropolita di Johannesburg. Al termine del rito la salma venne sepolta nel cortile dello stesso edificio.

## Teoria pastorale
Lavorando come missionari, Lobinger e i suoi colleghi del Lumko divennero sostenitori dell'inculturazione per promuovere l'evangelizzazione in un contesto non europeo. Sperimentarono e documentarono modi per coinvolgere i parrocchiani nella vita della Chiesa. Di fronte alla carenza di sacerdoti, Lobinger sostenne la creazione di un nuovo tipo di sacerdozio cattolico. Non sosteneva l'ordinazione di uomini sposati al pari di presbiteri celibi. Auspicava invece l'ordinazione di gruppi di uomini sposati, anziani rispettati della comunità, che non svolgono alcun ruolo al di fuori della loro comunità locale. Riteneva inoltre che la presenza di queste squadre di anziani sposati avrebbe rafforzato nei laici l'immagine dei presbiteri celibi.
Parlando con i giornalisti nel gennaio del 2019, papa Francesco fornì un profilo delle opinioni di Lobinger presentate nel suo libro Preti per domani: nuovi modelli per nuovi tempi. Definì la proposta di Lobinger "interessante" e "una cosa in discussione tra i teologi", pur ripetendo la propria insistenza sul mantenimento del celibato come pratica generale e di considerare l'ordinazione di uomini sposati al servizio delle minoranze linguistiche e delle comunità geograficamente remote. Il pontefice interpretò Lobinger nel senso che gli anziani avrebbero goduto solo di uno dei tre doni conferiti dall'ordinazione, dalla guida della preghiera e dalla celebrazione dei sacramenti, ma senza gli altri ministeri di insegnamento e governo. Lobinger obiettò che questa interpretazione sminuisce il ruolo degli anziani in un modo che non intendeva, ma ammise che "questo è il momento di trasferirsi in un nuovo territorio e bisogna trovare un modo".

## Opere
- con Oswald Georg Hirmer, One aanona jandje: eehapu odha tshangwa ku, Londra, Chapman, 1969,  p. 63.
- con Oswald Georg Hirmer, You are my children: teacher's guide for book 1, Pretoria, Southern African Catholic Bishops' Conference, 1969.
- con Oswald Georg Hirmer, Julle is my kinder, Mariannhill, Mariannhill Mission Press, 1970.
- con Oswald Georg Hirmer, You are my children, Londra, Chapman, 1972,  p. 63, ISBN 9780225488883.
- Katechisten als Gemeindeleiter, Dauereinrichtung oder Übergangslösung?, Münsterschwarzach, Vier-Türme-Verlag, 1973,  pp. XIV, 112, ISBN 978-3-87868-053-6.
- con Adolf Exeler e Heinrich Aertker, Auf eigenen Füßen: Kirche in Afrika, Düsseldorf, Patmos, 1976,  p. 120, ISBN 978-3-491-77440-7.
- Leading the community service, Lady Frere, Lumko Missiological Institute, 1976.
- Ukuhola izinkonza zomphakathi, Lady Frere, Lumko Missiological Institute, 1977.
- Training assistant ministers of the Eucharist: the training of communion-givers, Londra, Collins Liturgical, 1978,  p. 32, ISBN 9780005996119.
- Training for parent meetings: how to train ordinary parishioners for conducting the preparation for infant baptism, Londra, Collins Liturgical, 1978,  p. 31, ISBN 9780005996195.
- con Andrew Prior, Developing Christian communities: trainers, Lady Frere, Lumko Missiological Institute, 1978.
- Training parish councillors (17 confezioni unitarie + 1 guida per l'insegnante), Lady Frere, Lumko Institute, 1978.
- con Anselm Prior, OFM, Developing Christian communities: awareness programmes for introducing community ministries (12 confezioni unitarie + 1 guida per l'insegnante), Lady Frere, Lumko Institute, 1978.
- Ukuqeqeshwa kwabamukelisi bekhomuniyone, Lady Frere, Lumko Missiological Institute, 1978.
- God renews the world through us, Lady Frere, Lumko Missiological Institute, 1979.
- Towards non-dominating leadership: aims and methods of the Lumko series, Iperu-Remo, Ambassador Publications, 198?,  p. 109.
- How much can lay people do?, Lady Frere, Lumko Institute, 1980.
- The Christian community and its leaders: conducting team, Lady Frere, Lumko Missiological Institute, 1980.
- Spiritual formation for community leaders: participants, Lady Frere, Lumko Missiological Institute, 1980.
- Spiritual formation for community leaders: trainer, Lady Frere, Lumko Missiological Institute, 1980.
- Building small Christian communities, Lumko Institute, 1981,  p. 84.
- Small Christian communities, Lady Frere, Lumko Missiological Institute, 1981.
- Training for the care of the sick: trainers, Lady Frere, Lumko Missiological Institute, 1982.
- con Robert Stewart e Richard F. Broderick, Spiritual growth of community leaders: manual for conducting group sessions of spiritual formation, Durban, Lumko Institute, 1984,  p. 24.
- con Robert Stewart e Richard F. Broderick, Spiritual growth of community leaders: trainer, Lady Frere, Lumko Missiological Institute, 1984.
- con Oswald Georg Hirmer, The Sunday reader's lectionary: for lay ministers, Londra, Collins, 1986,  p. 672, ISBN 978-0-005-99921-9.
- Gemeinsam Verantwortung tragen – Pfarrgemeinderat, Monaco di Baviera, Missio, 1988,  p. 90, ISBN 978-3-921626-83-2.
- Gemeinsam Kirche werden kleine christl. Gemeinschaften, Monaco di Baviera, Missio-Verlags-und Vertriebsgesellschaft Aachen Missio-Akuell-Verlag, 1989,  p. 108, ISBN 978-3-921626-62-7.
- con Lembaga Pembentukan Berlanjut Arnold Janssen (LPBAJ) (Maumere), Melatih kepemimpinan partisipatif, Maumere, LPBAJ, 199?,  p. 186.
- Leading the community service: training for leading the community service in the absence of an ordained minister, Ipero-Remo, Ambassador Publications, 1992,  p. 92.
- con May Miller e Anselm Prior, God renews the world through us, with posters: awareness sessions designed to guide parishioners in becoming responsible for justice, human advancement and care for the earth, Germiston, Lumko, 1995.
- Katechisten als Gemeindeleiter. Dauereinrichtung oder Übergangslösung?, Münsterschwarzach, Vier-Türme-Verlag, 1997, ISBN 978-3-87868-053-6.
- Viri probati: the ordination of community leaders, 1997,  pp. viii, 105.
- Wie Gemeinden Priester finden ein Weg aus dem Pfarrermangel, Graz, Vienna, Zeitpunkt, 1998,  p. 115, ISBN 3-901908-06-4.
- Why no diaconate in the South?, in East Asian Pastoral Review, n. 35/3-4, 1998,  pp. 392-401.
- Like his Brothers and Sisters: Ordaining Community Leaders, New York, Crossroad Publishing Company, 1999,  pp. ix, 208, ISBN 978-0-8245-1850-9.
- con Anselm Prior, OFM, Developing shared ministry: awareness programmes for introducing community ministries, Germiston, Lumko, 2001,  p. 77, ISBN 9781874838357.
- con Paul Michael Zulehner, Um der Menschen und der Gemeinden willen: Plädoyer zur Entlastung von Priestern: weitere Folgerungen aus der Studie Priester 2000, Ostfildern, Schwabenverlag, 2002,  p. 195, ISBN 978-3-7966-1082-0.
- con Paul Michael Zulehner e Peter Neuner, Leutepriester in lebendigen Gemeinden. Ein Plädoyer für gemeindliche Presbyterien, Ostfildern, Schwabenverlag, 2003,  p. 223, ISBN 978-3-7966-1124-7.
- Paul Michael Zulehner, Priests for tomorrow, in The Tablet, 257, no. 8473, 2003.
- Bibel und Katechese, Materialbrief GK, 2004,  p. 24.
- con Paul Michael Zulehner, Priests for tomorrow: plea for teams of "Corinthian priests" in the parishes, Quezon City, Claretian Publications, 2004, ISBN 9789715019835.
- Every Community its own Ordained, Quezon City, Claretian Publications, 2008, ISBN 9789710511273.
- Teams of elders: moving beyond Viri Probati, Quezon City, Claretian Publications, 2008,  p. 97, ISBN 978-9710307920.
- con Paul Michael Zulehner, Preti per domani: nuovi modelli per nuovi tempi, Bologna, Editrice Missionaria Italiana, 2009,  p. 111, ISBN 978-8830718883.
- con Alex Lefrank, Otto Neubauer, Leo Tanner e Andreas Erndl e introduzione di Rudolf Voderholzer, Evangelisieren konkret: Analysen - Erfahrungen - Hilfen - Perspektiven, a cura di August Sparrer, Grünkraut, D-&-D-Medien, 2014,  p. 119, ISBN 978-3-86400-015-7.
- The Empty Altar: An Illustrated Book to Help Talk about the Lack of Parish Priests, New York, Crossroad Publishing Company, 2017, ISBN 978-0824520793.

## Genealogia episcopale
La genealogia episcopale è:
- Cardinale Scipione Rebiba
- Cardinale Giulio Antonio Santori
- Cardinale Girolamo Bernerio, O.P.
- Arcivescovo Galeazzo Sanvitale
- Cardinale Ludovico Ludovisi
- Cardinale Luigi Caetani
- Cardinale Ulderico Carpegna
- Cardinale Paluzzo Paluzzi Altieri degli Albertoni
- Papa Benedetto XIII
- Papa Benedetto XIV
- Papa Clemente XIII
- Cardinale Marcantonio Colonna
- Cardinale Giacinto Sigismondo Gerdil, B.
- Cardinale Giulio Maria della Somaglia
- Cardinale Carlo Odescalchi, S.I.
- Cardinale Costantino Patrizi Naro
- Cardinale Serafino Vannutelli
- Cardinale Domenico Serafini, Cong.Subl. O.S.B.
- Cardinale Pietro Fumasoni Biondi
- Arcivescovo Martin Lucas, S.V.D.
- Arcivescovo Denis Eugene Hurley, O.M.I.
- Cardinale Wilfrid Fox Napier, O.F.M.
- Vescovo Fritz Lobinger

### Annotazioni
1. ↑  Lumko era il nome della famiglia che vendette la proprietà dove nel 1962 fu fondato l'Istituto. Esso venne avviato su iniziativa della diocesi di Queenstown sotto il vescovo John Baptist Rosenthal e la sua posizione originale isolata - aveva sede a 13 chilometri a est di Lady Frere, nella provincia del Capo Orientale - si pensa che abbia contribuito alla sua produzione di materiali scritti. Alla fine fu rilevato dalla Conferenza dei vescovi cattolici dell'Africa Meridionale. Nel 1985 l'Istituto si trasferì a Germiston, vicino a Johannesburg.

### Fonti
1. 1 2 3 4 5 6 7  (EN) Bishop Fritz Lobinger, Rest in Peace, in The Southern Cross, 3 agosto 2025. URL consultato il 20 agosto 2025.
2. 1 2 3  (EN) Rudolf Voderholzer, Nachruf auf Bischof Dr. Fritz Lobinger von Bischof Rudolf Voderholzer. "Fidei donum" – ein Geschenk des Glaubens, su bistum-regensburg.de, 4 agosto 2025. URL consultato il 20 agosto 2025.
3. ↑  (EN) Trauer um Bischof Fritz Lobinger, su bistum-passau.de, 6 agosto 2025. URL consultato il 20 agosto 2025.
4. ↑  (EN) Lobinger, Fritz 1929-". Contemporary Authors, su encyclopedia.com. URL consultato il 20 agosto 2025.
5. 1 2  (DE) Fritz Lobinger, Die jungen Kirchen und die Zukunft des kirchlichen Amtes. Discorso tenuto presso la Facoltà di teologia cattolica dell'Università di Vienna, su wir-sind-kirche.at, 1º luglio 2011. URL consultato il 20 agosto 2025.
6. ↑  (DE) Hagen Horoba, Fidei Donum-Priester in Südafrika (PDF) [collegamento interrotto], in Gesandt bis an die Grenzen der Erde, Konzertreise der Regensburger Domspatzen nach Südafrika, 2008,  p. 12. URL consultato il 20 agosto 2025.
7. ↑  (DE) Gesandt bis an die Grenzen der Erde, su domspatzeninsuedafrika.blogspot.com, 11 marzo 2008. URL consultato il 20 agosto 2025.
8. ↑  (EN) John Baur, 2000 years of Christianity in Africa: an African history, 62-1992, Paulines, 1994,  p. 285.
9. ↑  (EN) Dargie, David, Christian Music among the Africans, in Elphick, Richard (a cura di), Christianity in South Africa: A Political, Social, and Cultural History, University of California Press, gennaio 1997,  p. 321, ISBN 9780520209404. URL consultato il 20 agosto 2025.
10. ↑  (EN) Anselm Prior, A brief history of the Lumko Institute, Germiston, Lumko Institute, 1993,  p. 16.
11. ↑  (LA) Acta Apostolicae Sedis (PDF), LXXVIII, Tipografia poliglotta vaticana, 1986,  p. 1322. URL consultato il 20 agosto 2025.
12. ↑  (LA) Acta Apostolicae Sedis (PDF), LXXIX, Tipografia poliglotta vaticana, 1987,  p. 1395. URL consultato il 20 agosto 2025.
13. ↑  (LA) Acta Apostolicae Sedis (PDF), LXXIX, Tipografia poliglotta vaticana, 1987,  p. 1396. URL consultato il 20 agosto 2025.
14. ↑  (LA) Acta Apostolicae Sedis (PDF), LXXXVII, Tipografia vaticana, 1995,  p. 394. URL consultato il 20 agosto 2025.
15. ↑   Rinuncia del Vescovo di Aliwal (Sud Africa), in bollettino della Sala stampa della Santa Sede, 29 aprile 2004. URL consultato il 20 agosto 2025.
16. ↑  (DE) Hagen Horoba, Fidei Donum-Priester in Südafrika (PDF) [collegamento interrotto], in Gesandt bis an die Grenzen der Erde, Konzertreise der Regensburger Domspatzen nach Südafrika, 2008,  p. 14. URL consultato il 20 agosto 2025.
17. ↑  (DE) Maria Baumann, Gesandt bis an die Grenzen der Erde: mit den Regensburger Domspatzen in Südafrika, Ratisbona, Bischöfl. Domkapitel Regensburg, 2008,  p. 106. URL consultato il 20 agosto 2025 (archiviato dall'url originale il 21 gennaio 2017).
18. ↑  (DE) Südafrika – Das Land der Little Ten, su domspatzeninsuedafrika.blogspot.com, 2 aprile 2008. URL consultato il 20 agosto 2025.
19. ↑  (DE) Lettera di Natale di monsignor Oswald Hirmer, vescovo emerito di Umtata (PDF), su pfarrei-ruhmannsfelden.de. URL consultato il 9 agosto 2008.
20. ↑  (DE) Bischof em. Fritz Lobinger begeht seinen 85. Geburtstag, su bistum-regensburg.de. URL consultato il 20 agosto 2025.
21. ↑   Lutto nell'episcopato, in L'Osservatore Romano, 5 agosto 2025,  p. 2. URL consultato il 20 agosto 2025.
22. ↑  (EN) Jude Atemanke, German-born Catholic Bishop in South Africa Dies Aged 96, Elogized as "Bishop of the Laity, SCCs, Leadership Training", su aciafrica.org, 3 agosto 2025. URL consultato il 20 agosto 2025.
23. ↑   Aliwal North Diocese, Registrazione delle esequie di monsignor Fritz Lobinger, su facebook.com, 15 agosto 2025. URL consultato il 20 agosto 2025.
24. ↑   Aliwal North Diocese, Registrazione della sepoltura della salma di monsignor Fritz Lobinger, su facebook.com, 15 agosto 2025. URL consultato il 20 agosto 2025.
25. ↑  (EN) The Lobinger Model of Teampriests, su associationofcatholicpriests.ie, 12 ottobre 2017. URL consultato il 20 agosto 2025 (archiviato dall'url originale il 17 giugno 2021).
26. 1 2  (EN) Cindy Wooden, Affirming celibacy, pope explains narrow possibility for married priests, su catholicnews.com, 30 gennaio 2019. URL consultato il 20 agosto 2025.
«Explaining his thoughts in an article published in U.S. Catholic magazine in March 2010, Bishop Lobinger said, "The two kinds (of priests) would exercise two different roles. The elders would lead the community and administer the sacraments in their own community, while the (diocesan) priests would be the spiritual guides of elders in several self-ministering communities. The priests would thus serve the whole diocese, while the elders would serve only the community where they were ordained."»
27. ↑   Conferenza stampa del Santo Padre durante il volo di ritorno da Panama, su vatican.va, 27 gennaio 2019. URL consultato il 20 agosto 2025.
28. ↑  (EN) James T. Keane, Explainer: Will Pope Francis allow married priests?, in America, 29 gennaio 2019. URL consultato il 20 agosto 2025.
29. ↑   Maria Teresa Pontara Pederiva, La proposta dei “preti di comunità” per una piena attuazione del Vaticano II, in La Stampa, 2 febbraio 2019. URL consultato il 20 agosto 2025.